# 蓋爾特 (伊利諾伊州)
蓋爾特（英語：Galt）是位於美國伊利諾伊州懷特塞德縣的一個非建制地區。該地的面積和人口皆未知。

## 地理
蓋爾特的座標為41°47′22″N 89°45′44″W / 41.78944°N 89.76222°W，而該地的平均海拔高度為195米（即640英尺）。